# Fluspirilen
Fluspirilen ist ein Arzneistoff, der zur Behandlung der Schizophrenie eingesetzt wird. Es handelt sich um ein hochwirksames Neuroleptikum aus der Gruppe der Diphenylbutylpiperidine.
Das rezeptpflichtige Medikament wird in Deutschland unter den Markennamen Imap (als Abkürzung für Intramuskuläres Anti-Psychotikum) sowie Fluspi und Fluspirilen beta vertrieben. Es muss bei Vorliegen der entsprechenden Indikation (akut produktive und chronisch schizophrene Psychosen (Langzeittherapie und Rezidivprophylaxe)) wöchentlich i. m. gespritzt werden.

## Nebenwirkungen
In einer Untersuchung wurde laut J. Tegeler keine Hinweise für ein erhöhtes Risiko von Spätdyskinesien gefunden.
Dem widersprechen die Autoren des Magazins Arznei-Telegramm. In einem Artikel aus dem Jahr 1997 wird Fluspirilen, nach Haloperidol, als zweithäufigster Auslöser von Spätdyskinesien benannt. Bereits wenige Anwendungen könne für das Auslösen von Dyskinesien ausreichen. Auch deswegen werde vor seinem Einsatz zur Behandlung von Depressionen gewarnt.